# White widow

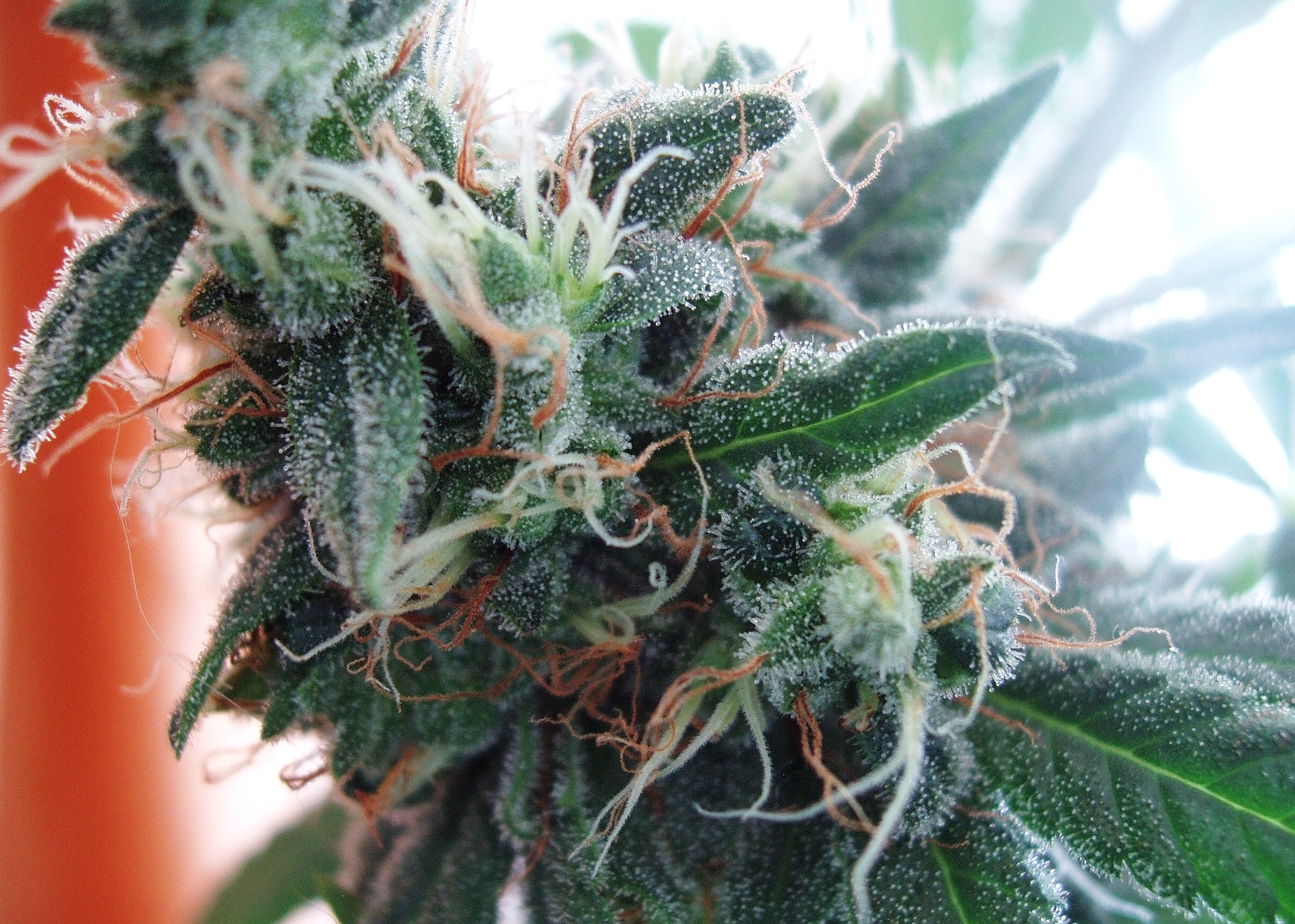
Nelle piante della varietà White Widow sono ben visibili i tricomi bianchi (i quali contengono un alto contenuto di principio attivo) presenti sui fiori e sulle foglie.

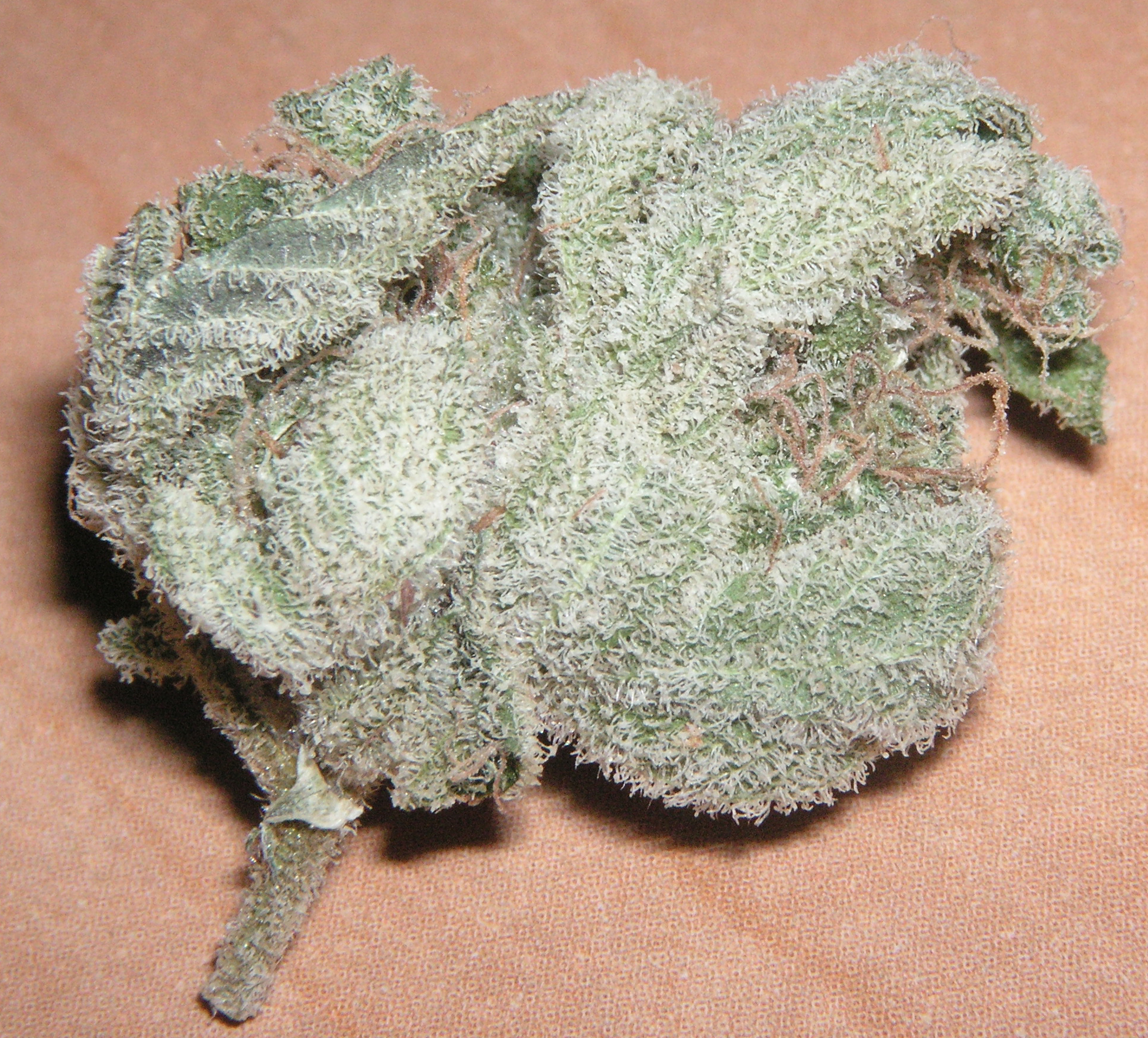
Infiorescenza

White widow è una varietà di Cannabis molto ricca in principi attivi,  venduta nei coffee-shop nei Paesi Bassi. Ha vinto la Cannabis Cup.

## Storia
La White widow è stata creata per la prima volta nel 1995, in serra nei Paesi Bassi, e nello stesso anno di creazione ha vinto il premio 1st Bio HTCC. La pianta è diventata subito famosa per le sue foglie che diventano bianche durante la fioritura. La genetica era stata tenuta inizialmente sconosciuta per evitare emulazioni da parte di altre compagnie, ora è noto che i semi per l'incrocio vengono dal Brasile (Manga Rosa) e dal sud dell'India (Kerala).
Purtroppo la pianta originale di White widow è andata distrutta per errore dal suo stesso creatore e dato che la pianta era sterile in quanto data da incroci genetici il ceppo originale è da considerarsi perso.

## Coltivazione
Sia all'aperto che in serra. Come per le altre piante il raccolto è maggiore se la pianta è coltivata all'aperto. Tuttavia è più difficile controllare l'ecosistema. La coltivazione in serra permette di mantenere temperatura, umidità e illuminazione prefissati oltre che avere una pianta protetta da parassiti ed altri animali infestanti.
Per la coltivazione indoor la pianta richiede 8-9 settimane con la possibilità di raggiungere una produzione anche di 400-600 g/m2, in outdoor può raggiungere i 500-600 g a pianta, si semina in primavera e fiorisce nei primi di ottobre nell'emisfero Nord.